# Edwin Patzig
Edwin Patzig (vollständiger Name Moritz Julius Edwin Patzig, * 1. Juni 1846 in Zittau; † 29. September 1929 in Leipzig) war ein deutscher Byzantinist und Gymnasiallehrer, der an der Nikolaischule und Thomasschule zu Leipzig unterrichtete. Er beschäftigte sich besonders mit Quellen- und Überlieferungsproblemen der byzantinischen Geschichtswerke.

## Leben und Werk
Edwin Patzig, der Sohn eines Bäckermeisters, besuchte die Bürgerschule und das Gymnasium zu Zittau und studierte ab Ostern 1866 Klassische Philologie an der Universität Leipzig. Noch im selben Jahr trat er in die Lausitzer Predigergesellschaft ein; später nahmen ihn Friedrich Ritschl und Georg Curtius in das philologische Seminar auf. Das Sommerhalbjahr 1869 verbrachte Patzig in Paris, wo er seine Französischkenntnisse verfeinerte und in der Königlichen Bibliothek an griechischen Handschriften arbeitete. Aufgrund seiner Erkenntnisse und Notizen verfasste er 1870 in Leipzig unter der Leitung von Ritschl und Curtius seine Doktorarbeit über den spätantiken Dichter und Grammatiker Musaios, mit der er am 7. August 1870 zum Dr. phil. promoviert wurde. Am 28. Oktober 1870 bestand er die Staatsprüfung für das höhere Lehramt.
Nach dem Studienabschluss arbeitete Patzig als Hauslehrer in Nizza (bis 1871) und Sankt Petersburg (bis September 1873). Zum 1. Oktober 1873 ging er als Hilfslehrer an die Nikolaischule und unterrichtete Deutsch, Latein, Griechisch, Französisch und Geografie. Am 1. Januar 1875 wurde er zum (elften) Oberlehrer und Klassenleiter der Quarta ernannt, später der Untertertia. Zu Ostern 1885 wechselte er an die Thomasschule zu Leipzig (als sechster Oberlehrer und Leiter der Obersekunda), wo er seine weitere Laufbahn verbrachte. Ostern 1889 wurde er zum vierten Oberlehrer und Leiter der Unterprima befördert und am 22. Oktober 1892 zum Professor ernannt. Im Dezember 1894 trat er in den Allgemeinen Turnverein Leipzig ein. 1910 trat er als Gymnasiallehrer in den Ruhestand.
Patzigs wissenschaftliche Arbeit ging von der spätantiken griechischen Literatur aus. Nach seiner Erstlingsarbeit über Musaios beschäftigte er sich mit den mythologischen Scholien zu vier Reden des Kirchenvaters Gregor von Nazianz, die im 6. Jahrhundert entstanden und unter dem Namen „Nonnos“ überliefert wurden. Patzig klärte die komplexe Überlieferungsgeschichte dieser Scholien und bereitete damit den Grund für eine kritische Edition. Über diese Arbeit gelangte er zur byzantinischen Geschichtsschreibung, in der er seine Lebensaufgabe fand. Seine Studien veröffentlichte er ab 1892 in der damals von Karl Krumbacher begründeten Byzantinischen Zeitschrift.
In seinem Aufsatz Dictys Cretensis (1892) vertrat Patzig (gleichzeitig mit Ferdinand Noack, aber unabhängig von ihm) zuerst die These, dass der (nur lateinisch erhaltene) Troja-Bericht des Dictys Cretensis tatsächlich die Übersetzung eines griechischen Originals sei. Er wies die Spuren dieses griechischen Troja-Berichts in der Weltchronik des Johannes Malalas und in der Suda nach. Patzigs und Noacks Aufsätze zogen eine langanhaltende Debatte nach sich, die 1907 endete: Ein Papyrusfund aus Tebtunis, der ein Fragment des griechischen Dictys enthielt, bestätigte die Existenz des griechischen Originals.
Patzig beschäftigte sich lange mit den Weltchroniken von Johannes Malalas und Johannes von Antiochia. Er trat vehement gegen die Gleichsetzung der beiden Historiker ein, die Georgios Sotiriadis 1888 vorgeschlagen hatte. Patzig untersuchte auch die Überlieferung und Authentizität der verschiedenen Exzerptensammlungen des Johannes von Antiochia, der Konstantinischen und der Salmasischen Exzerpte.
In seinen Quellenuntersuchungen zu Zonaras in zwei Aufsätzen (1896/1897) identifizierte Patzig einen Traditionsstrang, den er wegen Ähnlichkeiten zur Chronik des Leon Grammatikos als „Leoquelle“ bezeichnete. Als Autor dieses Werkes schlug Patzig Johannes von Antiochia vor.

## Schriften (Auswahl)
- De Musaei Grammatici emendatione. Leipzig 1870 (Dissertation)
- De Nonnianis in IV orationes Gregorii Nazianzeni commentariis. Leipzig 1890 (Schulprogramm)
- Unerkannt und unbekannt gebliebene Malalas-Fragmente. Leipzig 1891 (Schulprogramm)
- Johannes Antiochenus und Johannes Malalas. Leipzig 1892 (Schulprogramm)
- Dictys Cretensis. In: Byzantinische Zeitschrift. Band 1 (1892), S. 131–152
- Über einige Quellen des Zonaras. In: Byzantinische Zeitschrift. Band 5 (1896), S. 24–53
- Über einige Quellen des Zonaras (II.). In: Byzantinische Zeitschrift. Band 6 (1897), S. 322–356
- Die römischen Quellen des salmasischen Johannes Antiochenus. In: Byzantinische Zeitschrift. Band 13 (1904), S. 13–50